# やまと尼寺 精進日記
『やまと尼寺 精進日記』は、2016年からNHK Eテレで放送されたドキュメンタリー番組、料理番組。2回の特別番組としての放送を経て、レギュラー化された。関連番組としてショートバージョン（3分）の「やまと尼寺 献立帳」がある。レギュラー放送後の2022年4月9日にNHKスペシャル「やまと尼寺精進日記 ひとり生きる豊穣」を放送。
平成31年度（令和元年）の放送時間は以下 ※それぞれ再放送あり。
「やまと尼寺 精進日記」
Eテレ 日曜（最終週）午後6:00〜、BS4K 毎週金曜 午後7:25〜
「やまと尼寺 献立帳」Eテレ 毎週金曜 午前11:50〜11:53（※ 2019年10月 - ）

## 番組内容
奈良県桜井市の山中にある尼寺・音羽山観音寺の日々の生活と訪問者との交流、そこで作られる精進料理を紹介する番組。
料理の作り方自体は番組中では紹介されず、関連番組「やまと尼寺 献立帳」で紹介している。
2016年7月に「やまと尼寺　精進日記「文月　万葉ハーブの贈りもの」」を放送、視聴者からの評判が良かったため、翌年2017年2月に続編となる「やまと尼寺　精進日記「如月（きさらぎ）　冬ごもりの楽しみ」」を放送、視聴者からレギュラー化を求める意見が多かったため、同年4月から月1回放送でレギュラー化された。住職以外の二人が下山したため、2020年3月をもって終了。
レギュラー化の前日2017年4月29日には、それまでのパイロット版で紹介した料理のレシピを紹介する「季節の恵み献立帳」も放送。

## 出演者
- 後藤密榮（音羽山観音寺住職）
- 佐々木慈瞳（同寺副住職）※出演当時
- まっちゃん（同寺手伝い）※出演当時 - 消しゴム版画が得意

声の出演
- 声の旅人：柄本佑

## 放送リスト

### パイロット版
| # | タイトル                          | 初回放送日時                   |
| - | --------------------------------- | ------------------------------ |
| 1 | 文月 万葉ハーブの贈りもの         | 2016年07月30日 日曜18:00-18:30 |
| 2 | 霜月 収穫の秋は大忙し             | 2016年12月11日 日曜18:00-18:30 |
| 3 | 如月（きさらぎ） 冬ごもりの楽しみ | 2017年02月26日 日曜18:00-18:30 |

### レギュラー放送
| #  | タイトル                                  | 初回放送日     |
| -- | ----------------------------------------- | -------------- |
| 1  | 卯月（うづき） たけのこ お花見 ピクニック | 2017年04月30日 |
| 2  | 皐月（さつき） 見て食べて 新緑づくし      | 2017年05月28日 |
| 3  | 水無月（みなづき） 雨ふる前に 梅のお仕事  | 2017年06月25日 |
| 4  | 文月 七夕はハレの日ごはん                 | 2017年07月30日 |
| 5  | 葉月 水きらきら 夏休み                    | 2017年08月27日 |
| 6  | 長月 月待つ夜は 縁側ごはん                | 2017年09月24日 |
| 7  | 神無月 おかげさまで 実りの秋              | 2017年10月29日 |
| 8  | 霜月 秋たけなわ 軒に干し柿                | 2017年11月26日 |
| 9  | 師走 ゆずの香りで 冬がくる                | 2017年12月24日 |
| 10 | 睦月（むつき） もちつ持たれつお正月       | 2018年01月28日 |
| 11 | 如月（きさらぎ） 鬼も笑って福が来る       | 2018年02月25日 |
| 12 | 弥生 春待ちわびて ふきのとう              | 2018年03月25日 |
| 13 | 卯月（うづき） 花に山菜 春らんまん        | 2018年04月29日 |
| 14 | 皐月（さつき） 緑まぶしい 山のごちそう    | 2018年05月27日 |
| 15 | 水無月（みなづき） 楽し忙し梅雨ちかし     | 2018年06月24日 |
| 16 | 文月 風みずみずしく 半夏生                | 2018年07月29日 |
| 17 | 葉月 おしゃれ精進 夏休み                  | 2018年08月26日 |
| 18 | 長月 長寿のお祝い 菊づくし                | 2018年09月30日 |
| 19 | 神無月 実りの秋は備えの季節               | 2018年10月28日 |
| 20 | 霜月 もらって作ってミソづくし             | 2018年11月25日 |
| 21 | 師走 年の瀬は まごころこめて              | 2018年12月30日 |
| 22 | 睦月（むつき） おかゆづくしで 春想う      | 2019年01月27日 |
| 23 | 如月（きさらぎ） すり鉢ごりごり 春を待つ  | 2019年02月24日 |
| 24 | 弥生 ほろ苦ピリリ春が来た                 | 2019年03月24日 |
| 25 | 卯月（うづき） 春のハレの日 花ざかり      | 2019年04月28日 |
| 26 | 皐月（さつき）竹 青々と 端午の節句        | 2019年05月26日 |
| 27 | 水無月（みなづき）青葉風吹く お茶日和     | 2019年06月30日 |
| 28 | 文月 雨もへっちゃら ナスづくし            | 2019年07月28日 |
| 29 | 葉月 夏のごほうび 蓮日和                  | 2019年08月25日 |
| 30 | 長月 秋の先どり 小さな実り                | 2019年09月29日 |
| 31 | 神無月 料理自慢は 母ゆずり                | 2019年10月27日 |
| 32 | 霜月 あれこれ漬けて 冬支度                | 2019年11月24日 |
| 33 | 師走 冬至にかぼちゃ 数珠づくり            | 2019年12月29日 |
| 34 | 睦月 分かち合う福 年明ける                | 2020年01月26日 |
| 35 | 如月（きさらぎ） 白菜じまい 春の声        | 2020年02月23日 |
| 36 | 弥生 桃のお茶会 春はこぶ                  | 2020年03月22日 |

### スペシャル
| タイトル                                            | 放送日時                                | 備考                                                            |
| --------------------------------------------------- | --------------------------------------- | --------------------------------------------------------------- |
| やまと尼寺 精進日記「季節の恵み献立帳」             | 2017年04月29日 14:45 - 15:30            | それまでの放送で紹介した料理のレシピ                            |
| やまと尼寺 くいしんぼ日記 ※タイトルに精進日記は無い | 2019年04月10日 21:00-21:59 BSプレミアム | 過去、100近く紹介したレシピの中から春夏秋冬にあわせて料理を紹介 |
| やまと尼寺 くいしんぼ日記 ふたたび                  | 2020年03月27日 22:00-22:59 BSプレミアム |                                                                 |

### NHKスペシャル
2022年4月9日、NHKスペシャル「やまと尼寺精進日記 ひとり生きる豊穣」を放送。

### 他番組への出演
- すてきにハンドメイド「やまと尼寺のほっこり冬じたく モチーフ編みの帽子&マフラー」（2023年10月12日、Eテレ） - 後藤密榮住職が出演

## スタッフ
- 声 - 柄本佑[4]
- 音楽 - 川上ミネ、BimBomBam楽団
- 撮影 - 小林正英、戸田正徳
- 照明 - 竹久博司
- 音声 - 小泉義一、北川湧、塚越貴大、名塚真人
- 映像技術 - 両角剛毅、後藤卓也、菊池孝夫、大西一平
- 車両 - 小泉裕生
- CG制作 - いよりさき
- 音響効果 - 佐古伸一
- 編集 - 内田雅美、小村昌子
- ディレクター - 戸田裕美子、高橋亘、田上志保、田向奈央子
- 制作統括 - 倉森京子、堀川篤志、宮坂佳代子
- 制作 - NHKエデュケーショナル[4]
- 制作著作 - NHK[4]